# EnVision
EnVision — предстоящая автоматическая межпланетная станция, которая будет работать на орбите Венеры, разрабатываемая Европейским космическим агентством (ЕКА) и предназначенная для радиолокационного картографирования с высоким разрешением и атмосферных исследований планеты. EnVision предназначен для того, чтобы помочь ученым понять взаимосвязь между геологической активностью и атмосферой. В июне 2021 года аппарат был выбран в качестве пятой миссии (M5) в рамках программы Cosmic Vision, запуск запланирован на декабрь 2031 года. Миссия будет проводиться в сотрудничестве с НАСА.

## Хронология
- В июле 2022 года LEOX проводил испытания материалов и покрытий аппарата, чтобы смоделировать состояние во время аэродинамического торможения на Венере.
- В январе 2024 года миссия была официально утверждена Комитетом по научным программам ЕКА.
- В январе 2025 года ЕКА заключило контракт с компанией Thales Alenia Space на строительство аппарата.

## Научные задачи
Предполагается, что EnVision обеспечит новое понимание геологической истории Венеры с помощью фотографирования, радиометрии и спектроскопии поверхности в сочетании с подповерхностным изучением и гравитационным картированием; аппарат будет искать тепловые, морфологические и газовые признаки вулканической и другой геологической активности планеты. Основные научные задачи включают в себя: картографирование с высоким разрешением, поверхности, геоморфологии, топографии, изучение подповерхностной структуры, содержания диоксида серы, воды и многое другое. 

## Научная аппаратура
EnVision — это миссия ЕКА в сотрудничестве с НАСА, с поддержкой отдельных государств-членов ЕКА с предоставлением элементов полезной нагрузки. NASA предоставляет инструмент VenSAR. Другие элементы полезной нагрузки предоставлены государствами-членами ЕКА.
| Название прибора                        | Производитель                                | Задачи                                                                                              |
| --------------------------------------- | -------------------------------------------- | --------------------------------------------------------------------------------------------------- |
| Venus Synthetic Aperture Radar (VenSAR) | Калифорнийский технологический институт, ЛРД | Стереовизуализация, глобальная топография и альтиметрия, поверхностная радиометрия и рефлектометрия |
| Venus Subsurface Radar Sounder (SRS)    | Университет Тренто, Италия                   | |
| Venus Spectroscopy Suite (VenSpec)      | DLR, BIRA, LATMOS                            | Изучение атмосферы                                                                                  |
| Radio Science Experiment                | LPG, Университет Нанта, Франция.             | Анализ гравитационного поля                                                                         |